# Нарасингамурти
Нарасингамурти (ум. 1270, имя при рождении Махиса Чампака) — четвёртый король Сингасари из династии Раджаса, внук первого короля Сингасари Кен Арока и Кен Дедес, соправитель своего троюродного брата Вишнувардханы. Взошёл на престол в 1250 году в результате мятежа королевской гвардии против короля Панджи Тохджайя.

## Предыстория
В начале XIII в. центральную и восточную части о. Ява занимало королевство Кедири. В состав королевства входило небольшое вассальное княжество Тумапел, которым правил Тунггул Аметунг. При последнем короле Кедири Кертаджайе (1194—1222) государство находилось в глубоком кризисе из-за интенсивного храмового строительства, которое подрывало ресурсы страны. В результате обострившейся социальной напряжённости на востоке Явы началось крестьянское восстание, которое возглавил простолюдин Кен Арок. Восставшие захватили княжество Тумапел, Тунггул Аметунг был убит, Кен Арок стал правителем Тумапела и женился на вдове Тунггула Аметунга Кен Дедес, которая в то время была беременна. Родившегося вскоре Анусапати Кен Арок усыновил и воспитал как родного сына.
В 1222 году Кен Арок разбил армию последнего короля Кедири Кертаджайи в битве у деревни Гантер и захватил власть в центральной и восточной Яве, основав собственное королевство Сингасари. Кен Арок не ставил своей задачей полностью истребить сторонников прежней власти. Многие феодалы Тумапела и Кедири сохранили своё положение и имущество. Сын Кертаджайи Джайясабха на правах вассала стал править в бывшей столице Кедири Дахе. В результате первые годы существования Сингасари отмечены противоборством двух партий — новой аристократии, состоявшей из вождей крестьянского восстания, и старой аристократии, куда входили уцелевшие феодалы княжества Тумапел. В начале 1220-х годов предводителем старых аристократов стал Анусапати. Возникла также третья партия, которая объединяла противников аристократии. Её предводителем со временем стал Панджи Тохджайя, сын от первого брака Кен Арока с простолюдинкой Кен Уманг.
В 1227 году старая аристократия свергла Кен Арока, возведя на престол Анусапати. В 1248 году вспыхнуло крестьянское восстание, в результате которого Анусапати был убит, и королём стал Панджи Тохджайя. Последний правил менее двух лет и в 1250 году был свергнут в результате мятежа королевской гвардии.
Всплеск крестьянского движения заставил сплотиться враждебные партии старых и новых аристократов, в результате чего после смерти Панджи Тохджайя в Сингасари правил диумвират, состоявший из внука Тунггула Аметунга Ранггу Вуни и внука Кен Арока Махиса Чампаки, которые приняли тронные имена Джайя Вишнувардхана и Нарасингамурти.  
Кен Дедес, родоначальница династии Раджаса, дважды была замужем — за аристократом Тунггулом Аметунгом, князем Тумапела, а затем за предводителем крестьянского восстания Кен Ароком. Её сыновья от первого и второго брака Анусапати и Махиса Вонгателенг стали предками королей Сингасари и императоров Маджапахит.

## Правление
Неспокойные времена правления Тохджайи привели к консолидации правящего класса королевства Сингасари. Союз старой и новой аристократии выразился в совместном правлении Вишнувардханы (1250—1268) и Нарасингамурти (1250—1270). 
Нарасингамурти, возглавлявший партию новой аристократии, был внуком предводителя крестьянского восстания и первого короля Сингасари Кен Арока. 
По образному описанию из летописи Параратон, отношения правителей были подобны дружбе двух ядовитых змей в одной норе:22.
Известно, что несмотря на формальное равенство двух правителей, главную роль в диумвирате играл Вишнувардхана. Сведения о деятельности Нарасингамурти во время их совсестного правления фрагментарны.
По сведениям из летописи, во время правления диумвирата было подавлено восстание Линггапати (между 1250 и 1254 годами), а столица государства Кутараджа в 1254 году переименована в Сингасари.
Этот период отмечен также консолидацией старых аристократических родов, знаком которой стала женитьба Вишнувардханы на Джайявардхани, дочери князя Кедири Джайясабхи и внучке последнего короля Кедири Кертаджайи. В результате этого малолетний сын Вишнувардханы Кертанегара был в 1254 году объявлен наследником престола, несмотря на то, что у Нарасингамурти тоже был сын: т. IV, с. 125. 
Также период совместного правления характерен наделением храмового духовенства значительными привилегиями. Земли храмов стали полностью независимыми от светских феодалов: т. IV, с. 145, а также освобождены от некоторых налогов и пошлин, в частности, от пошлины на соль, кормовой повинности, платы за воду при ирригации. Храмы были выведены из-под юрисдикции государства и подчинены главе шиваитской церкви, который платил королю символическую дань. Также регламентировались отношения духовенства с работающими на их землях зависимыми крестьянами. Например, духовенству разрешалось бить зависимых работников в случае провинности и сожительствовать с зависимыми от них женщинами: т. IV, с. 148.
В 1266 году сын Вишнувардханы Кертанегара стал официальным соправителем двух королей. После смерти Вишнувардханы в 1268 году Нарасингамурти правил совместно Кертанегарой до своей кончины в 1269 или в 1270. С 1270 года единовластным правителем Сингасари стал Кертанагара (1270—1292).